# Большеразводнинский сельсовет
Большеразводнинский сельсовет — упразднённая в 1954 году административно-территориальная единица в Иркутской области России. Существовал сельсовет с начала 1920-х годов по 1954 год.
По положению о сельских Советах 1924 года являлся высшим органом власти в пределах его ведения и в границах обслуживаемой территории. Задачами сельского Совета являлось выполнение всех постановлений высших органов Советской власти и оказание на местах содействия представителям власти, обеспечение комплексного экономического и социального развития на своей территории, осуществление контроля за работой расположенных на его территории предприятий, организаций, учреждений, за соблюдением законодательства.
Административный центр — с. Большая Разводная.

## География
Территория сельсовета граничила с территорией Пашкинского сельского Совета.

## История
Возник при установления Советской власти на территории Иркутской губернии.
13 октября 1948 года часть территории Большеразводнинского сельсовета (прилегающая к г. Иркутску), была выделена в Ушаковский сельский Совет с центром в с. Пивовариха.
На основании Указа Президиума Верховного Совета РСФСР от 16 июня 1954 года, постановления Совета Министров РСФСР № 911 от 14 июня 1954 года, на основании решения № 326 от 05.07.1954 «Об объединении сельских Советов…», Большеразводнинский сельский Совет был объединен с Ушаковским сельским Советом с центром в с. Пивовариха.

### Административно-территориальная принадлежность
- с 14.02.1923 по 15.08.1924 — к Иркутскому уезду Иркутской губернии,
- с 15. 08.1924 по 28.06.1926 — к Иркутской районной волости Иркутского уезда Иркутской губернии,
- с 28.06.1926 по 23.07.1930 — к Иркутскому району Иркутского округа Сибирского края,
- с 23.07.1930 по 11.02.1935 — к Иркутскому району Восточно-Сибирского края,
- с 11.02.1935 по 05.12.1936 — к г. Иркутску с сельской местностью Восточно-Сибирского края,
- с 05.12.1936 по 20.04.1937 — к г. Иркутску с сельской местностью Восточно-Сибирской области,
- с 20.04.1937 по 26.09.1937 — к Иркутскому району Восточно-Сибирской области,
- с 26.09.1937 по 16.06.1954 — к Иркутскому району Иркутской области[1].

## Состав сельсовета
В состав сельсовета входили следующие населённые пункты
На 01.01.1940: сс. Малая Разводная, Большая Разводная, Щукино, пос. Патроны; Горячий Ключ; заимка Поливаниха; Худяково; Пивовариха, Бодан завод, стройка объект 9\2, Добролёт; действовали колхозы «15 Октября», «им. Кирова», совхозы «1 мая», «Искра» (завода им. Куйбышева).
На 01.01.1949 после образования в октябре 1948 года Ушаковского сельского Совета депутатов трудящихся Большеразводнинскому сельскому Совету стали относиться сс. Малая Разводная, Большая Разводная, Щукино, Бодан завод, стройка объект 9/2.
Входило (?) в состав сельсовета: село Пашки

## Инфраструктура
На 1945 год работали начальные школы в селах и деревнях Щукино, объект 9/2, Пивовариха, Бодан — завод, участок № 5 совхоза «Искра», Добролёт; избы — читальни в с. Большая разводная; фельдшерско — акушерские пункты (ФАПы) — в селе Большая разводная, участке № 5 совхоза «1 Мая», Бодан — заводе, объекте 9/2; детские сады — совхозе «1 Мая», с. Пивовариха, Худяково.

## Население
На 01.01.1951 население по Большеразводнинскому сельскому Совету составляло 1635 человек 490 хозяйств, в которых числилось 328 коров, 118 овец, 48 коз.